# Richard Denning
Richard Denning (ur. 27 marca 1914 w Poughkeepsie w stanie Nowy Jork, zm. 11 października 1998 w Escondido w Kalifornii) – amerykański aktor filmowy, radiowy i telewizyjny.
8 lutego 1960 otrzymał własną gwiazdę w Alei Gwiazd w Los Angeles przy 6932 Hollywood Blvd.

## Filmografia

### Filmy
- 1937: Mocni ludzie
- 1938: Wielka transmisja jako oficer, S.S. „Gigantic”
- 1938: Korsarz jako kapitan Reid
- 1939: I’m from Missouri jako pilot samolotu
- 1939: Union Pacific jako dziennikarz
- 1939: Łowca talentów jako asystent reżysera tańca
- 1940: Policja konna Północnego Zachodu jako Konstabl Thornton
- 1953: W szklanej matni jako Dave Markson
- 1954: Potwór z Czarnej Laguny jako dr Mark Williams
- 1957: Niezapomniany romans jako Kenneth Bradley

### Seriale
- 1968: Hawaii Five-O jako Philip Grey
- 1968–1979: Hawaii Five-O jako gubernator
- 1979–1980: Hawaii Five-O jako gubernator Paul Jameson